# Master of the Moon
A 2004-es Master of the Moon az amerikai Dio heavy metal zenekar tizedik, egyben utolsó nagylemeze. Európában 2004. augusztus 30-án jelent meg az SPV Records gondozásában, Amerikában a Sanctuary Records adta ki szeptember 7-én.

## Története
A lemezen gitárosként ismét Craig Goldy-t hallhatjuk, aki a Dream Evil és Magica albumokon is játszik. A lemez borítóján Scott Warren-t tüntetik fel billentyűsként, de egyes források szerint a billentyűsöket Dio és Goldy rögzítették. A hivatalos kiadás nem tünteti fel a dalok szerzőit, de a számok nagy részét Dio és Goldy írták. A Death by Love című dal írásából Chuck Garric basszusgitáros is kivette a részét, aki a Magica turné során működött közre.
Az album turnéján Rudy Sarzo játszott, mivel Jeff Pilson csatlakozott a Foreignerhez. Eredetileg a lemezen is Sarzo szerepelt volna, ám ő ez idő alatt egy másik turnén vett részt. Az együttes a Fireball Ministry-vel és az Anthrax-szal közösen turnézott. Nemcsak Dio-dalokat játszottak, hanem Rainbow- és Black Sabbath-slágereket is.

## Az album dalai
|     | Cím                                                    | Szerző(k)                        | Hossz |
| --- | ------------------------------------------------------ | -------------------------------- | ----- |
| 1.  | One More for the Road                                  | Ronnie James Dio, Craig Goldy    | 3:18  |
| 2.  | Master of the Moon                                     | Dio, Goldy                       | 4:19  |
| 3.  | The End of the World                                   | Dio, Goldy                       | 4:39  |
| 4.  | Shivers                                                | Dio, Goldy                       | 4:15  |
| 5.  | The Man Who Would Be King                              | Dio, Goldy                       | 4:58  |
| 6.  | The Eyes                                               | Dio, Goldy                       | 6:27  |
| 7.  | Living the Lie                                         | Dio, Goldy, Simon Wright         | 4:25  |
| 8.  | I Am                                                   | Dio, Goldy                       | 5:00  |
| 9.  | Death By Love                                          | Dio, Chuck Garric, Goldy, Wright | 4:21  |
| 10. | In Dreams                                              | Dio, Goldy                       | 4:26  |
| 11. | The Prisoners of Paradise (bónuszdal a japán kiadáson) | Dio, Goldy                       | 4:01  |

## Helyezések
| Lista                     | Helyezés |
| ------------------------- | -------- |
| US Top Independent Albums | 7        |

## Közreműködők

### Dio
- Ronnie James Dio – ének
- Craig Goldy – gitár, billentyűsök
- Jeff Pilson – basszusgitár
- Simon Wright – dob
- Scott Warren – billentyűsök

### Produkció
- Ronnie James Dio – producer
- Wyn Davis – hangmérnök
- Marc Sasso – borító